# Gordon Malone
Pour les articles homonymes, voir Malone.
Gordon Malone, né le 17 juillet 1974, à New York, aux États-Unis, est un ancien joueur américain de basket-ball. Il évolue au poste d'ailier fort.

## Palmarès
- First-team All-Conference USA 1996, 1997